# فليم د. سامبسون
فليم د. سامبسون (بالإنجليزية: Flem D. Sampson)‏ هو محامي وقاضي أمريكي، ولد في 23 يناير 1875 في مقاطعة لوريل في الولايات المتحدة، وتوفي في 25 مايو 1967 في بيوي في الولايات المتحدة.